# MV Le Joola
MV Le Joola foi um navio de transporte de passageiros, que era propriedade do governo senegalês e que afundou na costa da Gâmbia em 26 de setembro de 2002, deixando 1863 mortes e 64 sobreviventes. Pensa-se que seja o segundo pior desastre não-militar da história marítima.
O navio seguia uma rota de Ziguinchor, na região de Casamance, até à capital senegalesa, Dakar, quando ocorreu uma violenta tempestade. Os 2000 passageiros estimados a bordo (cerca de metade dos quais não possuíam passagem) teriam atingido pelo menos três vezes a lotação do navio. O grande número de pessoas dormindo no convés (e, portanto, acima do seu centro de flutuação) adicionou mais instabilidade. As operações de resgate demoraram horas para iniciar.
As investigações concluíram que o motivo foi, principalmente, negligência e acusações foram feitas contra o presidente e a primeira ministra do Senegal.

## O navio
O navio foi nomeado Le Joola em homenagem ao povo Joola do sul do Senegal. Foi construído na Alemanha e foi entregue em 1990. Tinha 79 m de comprimento e 12 m de largura, dois motores e estava equipado com alguns dos mais recentes equipamentos de segurança disponíveis no mercado. Le Joola costumava viajar duas vezes por semana e muitas vezes carregava mulheres que vendiam mangas e óleo de palma em Dakar. No momento do desastre, o navio estava fora de serviço por quase um ano, passando por reparos, que incluíam a substituição do motor.

## Desastre
Por volta das 13h30 do dia 26 de setembro de 2002, o Le Joola partiu de Ziguinchor, na região de Casamance, em uma de suas frequentes viagens entre o sul do Senegal e Dakar. Embora o navio tenha sido projetado para transportar um máximo de 580 passageiros e tripulantes, acredita-se que 1863 passageiros estivessem a bordo, incluindo 185 pessoas que embarcaram no navio em Carabane, uma ilha onde não havia porto para entrada ou saída para passageiros. O número exato de passageiros permanece desconhecido (algumas organizações senegalesas colocam o número em mais de 2000), mas havia 1.034 viajantes com passagens. O restante dos passageiros não era obrigado a possuir bilhetes (crianças com menos de 5 anos) ou tinha permissão para viajar de graça, como costumava acontecer.
A última ligação da equipe da balsa foi transmitida para um centro de segurança marítima em Dakar às 22 horas e relatou boas condições de navegação. Por volta das 23 horas, o navio se partiu em uma tempestade na costa da Gâmbia. Como resultado do mar agitado e do vento, a balsa virou, jogando passageiros e carga no mar, tudo em cinco minutos.